# انتخابات مجلس خبرگان رهبری (۱۳۹۴)
انتخابات پنجمین دوره مجلس خبرگان رهبری، روز جمعه ۷ اسفند ۱۳۹۴ همزمان با مرحلهٔ نخست انتخابات دهمین دوره مجلس شورای اسلامی برگزار شد.

## کرسی‌ها
نمایندگان چهارمین دوره مجلس خبرگان رهبری در تاریخ ۱۱ شهریور ۱۳۹۴ قانونی را به تصویب رساندند که بر مبنای آن تعداد کرسی‌های این مجلس ۸۸ عدد تعیین گردید.

### پراکندگی کرسی‌ها
پراکندگی ۸۸ کرسی مجلس خبرگان رهبری در استان‌های ایران:
| استان               | کرسی |
| ------------------- | ---- |
| تهران               | ۱۶   |
| خراسان رضوی         | ۶    |
| خوزستان             | ۶    |
| اصفهان              | ۵    |
| فارس                | ۵    |
| آذربایجان شرقی      | ۵    |
| گیلان               | ۴    |
| مازندران            | ۴    |
| آذربایجان غربی      | ۳    |
| کرمان               | ۳    |
| اردبیل              | ۲    |
| البرز               | ۲    |
| سیستان و بلوچستان   | ۲    |
| قزوین               | ۲    |
| کردستان             | ۲    |
| کرمانشاه            | ۲    |
| گلستان              | ۲    |
| لرستان              | ۲    |
| مرکزی               | ۲    |
| همدان               | ۲    |
| ایلام               | ۱    |
| بوشهر               | ۱    |
| چهارمحال و بختیاری  | ۱    |
| خراسان جنوبی        | ۱    |
| خراسان شمالی        | ۱    |
| زنجان               | ۱    |
| سمنان               | ۱    |
| قم                  | ۱    |
| کهگیلویه و بویراحمد | ۱    |
| هرمزگان             | ۱    |
| یزد                 | ۱    |

## برگزاری
نام‌نویسی نامزدان از ۲۶ آذر تا ۲ دی ۱۳۹۴ انجام شد.
نتایج بررسی صلاحیت داوطلبان مجلس خبرگان رهبری در ۶ بهمن‌ماه ۹۴ اعلام شد.
ساعت ۸ صبح جمعه ۷ اسفند ۱۳۹۴، رأی‌گیری آغاز شد.

### رد صلاحیتها
اسامی سرشناس‌ترین افراد رد صلاحیت شده در این دوره از انتخابات مجلس خبرگان از این قرار است:
- سید حسن خمینی
- سید علی محمد دستغیب
- سید محمد موسوی بجنوردی
- مصطفی پورمحمدی
- مجید انصاری
- محمود امجد
- حسن نمازی
- محمد سروش محلاتی
- رسول منتجب نیا
- سید محمد غرضی
- کاظم صدیقی
- مرتضی آقاتهرانی
- مهدی طائب
- یحیی صالح نیا
- محمدجواد حجتی کرمانی
- سید مهدی قریشی
- سید محمد مهدی حسینی همدانی
- سید ضیاء مرتضوی
- علی اکبر رشاد
- سید محمد واعظ موسوی
- مهدی هادوی تهرانی
- سید عباس حسینی قائم مقامی
- محمدتقی واعظی
- علی خاتمی

## نامزدان و فهرست‌ها
در این دوره از انتخابات مجلس خبرگان، چند فهرست اصلی در تهران و شهرستانها منتشر شد که عبارتند از:
- فهرست خبرگان مردم، به سرفهرستی اکبر هاشمی رفسنجانی و با حضور اصلاح طلبان
- فهرست یاران اعتدال، به سرفهرستی حسن روحانی و با حضور اصلاح طلبان
- فهرست جامعه روحانیت مبارز به سرفهرستی محمدعلی موحدی کرمانی و با حضور اصولگرایان
- فهرست جامعه مدرسین حوزه علمیه قم به سرفهرستی محمد یزدی و با حضور اصولگرایان

در ۲۸ بهمن ۱۳۹۴ و پس از آن که بی‌بی‌سی فارسی تحلیلی از شرایط انتخابات در تهران و امکان حذف محمد یزدی و محمدتقی مصباح یزدی از مجلس خبرگان آینده در صورت مشارکت گسترده مردم تهران و حامیان حسن روحانی و فهرستی رأی دادن آنها را پخش نمود، سید علی خامنه‌ای، رهبر ایران دربارهٔ برخی برنامه‌ریزی‌ها برای حذف برخی چهره‌ها از مجلس خبرگان هشدار داد و گفت: «رادیوی انگلیسی دارد به مردم تهران دستورالعمل می‌دهد به فلانی رأی بدهید، به فلانی رأی ندهید! معنای این چیست؟ انگلیسی‌ها دلشان تنگ شده برای دخالت کردن در ایران. اینکه ما عرض می‌کنیم در انتخابات، مردم با بصیرت، با آگاهی، با دانایی وارد بشوند، به‌خاطر این است؛ بدانند دشمن چه می‌خواهد؛ وقتی شما دانستی دشمن چه می‌خواهد، عکس او عمل می‌کنی؛ معلوم است.»

## نتایج
سهم فهرست‌ها در ۸۸ کرسی مجلس خبرگان
سهم گرایش‌ها در ۸۸ کرسی مجلس خبرگان (تخمینی)
|                           | مشترک جامعتین و خبرگان مردم | اصولگرایان اعتدالگرایان اصلاح طلبان | ۴۳         | ۴۸٫۸۶      |
|                           | اختصاصی جامعتین             | اصولگرایان                          | ۲۶         | ۲۹٫۵۴      |
|                           | اختصاصی خبرگان مردم         | اعتدالگرایان اصلاح طلبان            | ۱۳         | ۱۴٫۷۲      |
|                           | بدون فهرست                  | همهٔ جناح‌ها                          | ۵          | ۵٫۶۸       |
|                           | اختصاصی جامعه مدرسین        | اصولگرایان                          | ۱          | ۱٫۱۳       |
| مجموع                     | مجموع                       | مجموع                               | ۸۸         | ۱۰۰٪       |
| حوزه‌های ابطال‌شده          | حوزه‌های ابطال‌شده            | حوزه‌های ابطال‌شده                    | ۰          | ۰٪         |
| مجموع کرسی‌های مجلس خبرگان | مجموع کرسی‌های مجلس خبرگان   | مجموع کرسی‌های مجلس خبرگان           | ۸۸         | ۱۰۰٪       |
| آمار کل                   |                             |                                     |            |            |
| رای                       | رای                         | رای                                 | ۳۳٬۴۸۰٬۵۴۸ | ۳۳٬۴۸۰٬۵۴۸ |
| رای درست                  | رای درست                    | رای درست                            | ۳۲٬۲۸۹٬۰۴۹ | ۳۲٬۲۸۹٬۰۴۹ |
| رای باطله                 |                             |                                     |            |            |
| واجدان                    | واجدان                      | واجدان                              | ۵۴٬۹۱۵٬۰۲۴ | ۵۴٬۹۱۵٬۰۲۴ |
| مشارکت                    | مشارکت                      | مشارکت                              | ‍۶۰٫۹۷٪      | ‍۶۰٫۹۷٪      |

پس از اعلام نتیجهٔ این دوره از انتخابات خبرگان رهبری مشخص گردید که دو تن از اعضای قدیمی و رهبران اصولگرایان در این مجلس از جمله رئیس آن محمد یزدی و محمدتقی مصباح یزدی، پدر معنوی جبهه پایداری از کسب آرای کافی برای انتخاب مجدد بازمانده‌اند. احمد جنتی، دبیر شورای نگهبان نیز در جایگاه شانزدهم و به عنوان نفر آخر از حوزه انتخابیه تهران توانست وارد مجلس خبرگان شود.
در ۲۰ اسفند ۱۳۹۴، سید علی خامنه‌ای، ضمن تشکر از تلاش‌های نمایندگان خبرگانی که در این دوره موفق به ورود به مجلس خبرگان نشده‌اند، اظهار کرد که انتخاب شدن یا نشدن برخی افراد در هر انتخاباتی طبیعی است. وی افزود که برخی از افراد هستند که رأی آوردن یا نیاوردن هیچ خللی در شخصیت ایشان ایجاد نمی‌کند و محمد یزدی و محمدتقی مصباح یزدی را از این دسته برشمرد و تصریح کرد «حضور آنان در خبرگان باعث افزایش وزانت این مجلس می‌شود و نبود آنها نیز برای مجلس خبرگان خسارت است».

## انتخابات میان‌دوره‌ای اول
نخستین انتخابات میان‌دوره‌ای خبرگان رهبری، ۲ اسفند ۱۳۹۸ همزمان با انتخابات مجلس شورای اسلامی برگزار شد.
این انتخابات برای تعیین سه تن از نمایندگان استان تهران، و یک نمایندهٔ استان‌های خراسان رضوی و خراسان شمالی و فارس و قم برگزار شد. ۲۹ تن از داوطلبان برای این انتخابات تأییدصلاحیت شده‌بودند.

### نتیجهٔ انتخابات
در این انتخابات ۷ کرسی خالی مجلس خبرگان رهبری تعیین تکلیف شد اما دو تن از منتخبین یعنی محمد یزدی و محمدتقی مصباح یزدی پیش از تحلیف از دنیا رفتند.
| حوزهٔ انتخاباتی     | داوطلب             | گرایش سیاسی | فهرست   | نتایج       | نتایج       | نتایج     | نتایج  | نتایج |
| حوزهٔ انتخاباتی     | داوطلب             | گرایش سیاسی | فهرست   | مجموع رای‌ها | رأی‌های درست | شمار رأی  | درصد   | نتیجه |
| ------------------ | ------------------ | ----------- | ------- | ----------- | ----------- | --------- | ------ | ----- |
| استان تهران        | علی مؤمن‌پور        | اصولگرا     | جامعتین |             | ۱٬۹۲۴٬۰۱۵   | ۹۶۳٬۶۰۵   | ۵۰٫۸۳٪ | برنده |
| استان تهران        | عباسعلی اختری      | اصولگرا     | جامعتین | ۹۶۱٬۷۷۳     | ۱٬۹۲۴٬۰۱۵   | ۴۹٫۹۹٪    | برنده  |       |
| استان تهران        | غلامرضا مصباحی‌مقدم | اصولگرا     | جامعتین | ۷۰۸٬۷۷۴     | ۱٬۹۲۴٬۰۱۵   | ۳۶٫۸۴٪    | برنده  |       |
| استان خراسان رضوی  | محمدتقی مصباح یزدی | اصولگرا     | جامعتین |             | ۱٬۷۵۳٬۶۴۴   | ۱٬۰۹۳٬۴۰۰ | ۶۲٫۳۵٪ | برنده |
| استان خراسان شمالی | غلامرضا فیاضی      | اصولگرا     | جامعتین |             | ۳۲۲٬۷۱۷     | ۱۸۶٬۶۸۹   | ۵۷٫۸۵٪ | برنده |
| استان فارس         | لطف‌الله دژکام      | اصولگرا     | جامعتین |             | ۱٬۲۳۴٬۴۸۶   | ۹۱۹٬۶۸۸   | ۷۴٫۵۰٪ | برنده |
| استان قم           | محمد یزدی          | اصولگرا     | جامعتین |             | ۲۹۱٬۱۳۰     | ۲۴۹٬۱۳۰   | ۸۵٫۵۷٪ | برنده |

## انتخابات میان‌دوره‌ای دوم
دومین انتخابات میان‌دوره‌ای خبرگان رهبری برای جانشینی درگذشتگان، ۲۸ خرداد ۱۴۰۰ همزمان با انتخابات ریاست‌جمهوری و شوراها برگزار شد. در این انتخابات تکلیف سه کرسی از تهران، یک کرسی از قم، یک کرسی از خراسان رضوی و یک کرسی از مازندران، مشخص شد.
| حوزهٔ انتخاباتی    | داوطلب                 | گرایش سیاسی | فهرست        | نتایج       | نتایج       | نتایج     | نتایج | نتایج |
| حوزهٔ انتخاباتی    | داوطلب                 | گرایش سیاسی | فهرست        | مجموع رای‌ها | رأی‌های درست | شمار رأی  | درصد  | نتیجه |
| ----------------- | ---------------------- | ----------- | ------------ | ----------- | ----------- | --------- | ----- | ----- |
| استان تهران       | علیرضا اعرافی          | اصولگرا     | جامعتین      |             |             | ۱٬۲۹۳٬۰۷۲ |       | برنده |
| استان تهران       | حسینعلی سعدی           | اصولگرا     | جامعتین      | ۶۵۶٬۰۱۱     |             | برنده     |       |       |
| استان تهران       | احمد دانش‌زاده مؤمن     |             | جامعهٔ مدرسین | ۵۸۴٬۵۴۹     |             | برنده     |       |       |
| استان خراسان رضوی | سید محمدرضا مدرسی یزدی | اصولگرا     | جامعهٔ مدرسین |             |             | ۱٬۰۵۳٬۳۸۵ |       | برنده |
| استان قم          | سید محمد سعیدی         | اصولگرا     | جامعهٔ مدرسین |             |             | ۲۶۹٬۰۰۵   |       | برنده |
| استان مازندران    | سید صادق پیشنمازی      |             |              |             |             | ۵۹۱٬۲۸۱   |       | برنده |

## پی‌نوشت و منبع
1. ↑  در فهرست‌های انتخابات خبرگان افراد از جناح‌های مختلف حضور دارند، همچنین برخی افراد میان فهرست‌ها مشترک اند
2. 1 2 3 4  «جدول نتایج «خبرگان» در استان‌ها بر اساس گرایش سیاسی». الف. 10 اسفند 94. تاریخ وارد شده در |تاریخ انتشار= را بررسی کنید (کمک)
3. ↑  «تعداد اعضای مجلس خبرگان از ۸۶ به ۸۸ نفر افزایش یافت». خبرگزاری مهر. ۲۰۱۵-۰۹-۰۳. دریافت‌شده در ۲۰۲۴-۰۱-۲۸.
4. ↑  «تعداد نمایندگان مجلس خبرگان رهبری افزایش یافت». ایسنا. ۲۰۱۵-۰۹-۰۲. دریافت‌شده در ۲۰۲۴-۰۱-۲۸.
5. ↑  «قانون انتخابات مجلس خبرگان». دبیرخانه مجلس خبرگان. دریافت‌شده در ۲۰۲۴-۰۱-۲۸.
6. ↑  «همه نامزدهای تأیید صلاحیت شده خبرگان در تهران + جدول». ایلنا. ۱۳۹۴/۱۱/۰۶. تاریخ وارد شده در |تاریخ انتشار= را بررسی کنید (کمک)
7. ↑  «رد صلاحیت آیت‌الله محمد سروش محلاتی در انتخابات مجلس خبرگان از حوزه انتخابیه تهران». کلمه. بایگانی‌شده از اصلی در ۲۷ ژانویه ۲۰۱۶. دریافت‌شده در ۲۶ ژانویه ۲۰۱۶.
8. ↑  «صلاحیت کاظم صدیقی احراز نشد… کاظم صدیقی: کسانی که احراز صلاحیت نشده‌اند اگر مومن‌اند بگویند الهی رِضاً بِه رِضائک. تیرپرس». بایگانی‌شده از اصلی در ۳۱ ژانویه ۲۰۱۶. دریافت‌شده در ۲۷ ژانویه ۲۰۱۶.
9. ↑  «وزیر دادگستری و امام جمعه کرج تأیید نشدند». خبرگزاری ایلنا. ۲۰۱۶-۰۱-۲۶. دریافت‌شده در ۲۰۱۶-۰۱-۲۶.
10. ↑  «شورای نگهبان در بررسی مجدد، صلاحیت برخی تأیید شده‌ها را رد کرد». ایلنا. ۱۳۹۴/۱۱/۲۱. تاریخ وارد شده در |تاریخ انتشار= را بررسی کنید (کمک)
11. ↑  «لیست مورد حمایت آیت‌الله هاشمی برای مجلس خبرگان در تهران». ایلنا. ۲۳ بهمن ۱۳۹۴.
12. ↑  «لیست «یاران اعتدال» برای انتخابات خبرگان منتشر شد». انتخاب. ۲۶ بهمن ۱۳۹۴. بایگانی‌شده از اصلی در ۴ اوت ۲۰۱۸. دریافت‌شده در ۲۴ فوریه ۲۰۱۶.
13. ↑  «حذف 'یزدی، جنتی و مصباح' از خبرگان چگونه ممکن است؟». وبسایت رهبری ایران.
14. ↑  «بیانات در دیدار مردم آذربایجان شرقی». وبسایت رهبری ایران.
15. ↑  ۶ نفر مشترک بین جامعه روحانیت و خبرگان مردم
16. ↑  شامل اصولگرایان و اصلاح طلبان اعتدالگرا
17. ↑  ۶ نفر مشترک بین جامعه روحانیت و خبرگان مردم
18. ↑  «انتخابات برگزارشده در جمهوری اسلامی ایران». ستاد انتخابات کشور. دریافت‌شده در ۱۱ فروردین ۱۳۹۶.
19. ↑  http://www.bbc.com/persian/iran/2016/02/160229_l30_ir94_elections_3days_later_update
20. ↑  «نبودن آقایان مصباح و یزدی برای خبرگان خسارت است / کسانی که رای نیاوردند، رفتار کاملاً نجیبانه‌ای داشتند / هرگونه تخریب شورای نگهبان غیرقانونی و غیرشرعی است / رفت‌وآمد غربی‌ها به ایران تاکنون هیچ اثر مثبتی نداشته‌است». خبرگزاری انتخاب.
21. ↑  «دستور شروع انتخابات اولین میان‌دوره ای پنجمین دوره مجلس خبرگان رهبری». پایگاه اطلاع‌رسانی دولت. ۹ آذر ۱۳۹۸.
22. ↑  [تهران سه نماینده جدید برای مجلس خبرگان انتخاب می‌کند «تهران سه نماینده جدید برای مجلس خبرگان انتخاب می‌کند»] مقدار |نشانی= را بررسی کنید (کمک). جمهوری اسلامی. ۱۰ آذر ۱۳۹۸.
23. ↑  «دواطلبان تأیید صلاحیت شده انتخابات میان دوره ای خبرگان مشخص شدند». پایگاه اطلاع‌رسانی حوزه. ۱۷ بهمن ۱۳۹۸.
24. ↑  «نتیجه انتخابات مجلس خبرگان رهبری در استان تهران». وزارت کشور جمهوری اسلامی ایران. ۴ اسفند ۱۳۹۸.[پیوند مرده]
25. 1 2 3 4 5 6 7  «جامعه روحانیت مبارز و جامعه مدرسین حوزه علمیه قم با صدور بیانیه مشترکی، نامزدهای خود جهت تصدی نمایندگی مردم استان تهران در مجلس خبرگان رهبری را معرفی کردند». آنا. ۲۴ بهمن ۱۳۹۸.
26. 1 2 3  «بیانیه شماره ۱ ستاد انتخابات خبرگان رهبریِ جامعه مدرسین حوزه علمیه قم». جامعهٔ مدرسین حوزهٔ علمیهٔ قم. ۱۷ بهمن ۱۳۹۸. بایگانی‌شده از اصلی در ۱۷ ژوئن ۲۰۲۱.
27. ↑  «نتیجه انتخابات مجلس خبرگان رهبری در استان خراسان رضوی». وزارت کشور جمهوری اسلامی ایران. ۴ اسفند ۱۳۹۸.[پیوند مرده]
28. 1 2 3 4  [farda.fr/00465i «پورمحمدی: تصمیم جامعتین دربارهٔ انتخابات خبرگان امری تعیین‌کننده است»] مقدار |نشانی= را بررسی کنید (کمک). فردا. ۲۳ بهمن ۱۳۹۸.
29. ↑  «نتیجه انتخابات مجلس خبرگان رهبری در استان خراسان شمالی». وزارت کشور جمهوری اسلامی ایران. ۴ اسفند ۱۳۹۸.[پیوند مرده]
30. ↑  «نتیجه انتخابات مجلس خبرگان رهبری در استان فارس». وزارت کشور جمهوری اسلامی ایران. ۴ اسفند ۱۳۹۸.[پیوند مرده]
31. ↑  «نتیجه انتخابات مجلس خبرگان رهبری در استان قم». وزارت کشور جمهوری اسلامی ایران. ۴ اسفند ۱۳۹۸.[پیوند مرده]
32. ↑  «نتیجه انتخابات مجلس خبرگان رهبری در حوزه انتخابیه استان تهران». ستاد انتخابات کشور. ۱ تیر ۱۴۰۰.[پیوند مرده]
33. 1 2 3 4 5  «کاندیداهای مورد حمایت جامعه مدرسین برای انتخابات میان دوره ای مجلس خبرگان اعلام شدند». تسنیم. ۲۴ خرداد ۱۴۰۰.
34. 1 2  «لیست مورد تأیید علمای تهران، جامعه روحانیت و شورای وحدت». خبرآنلاین. ۲۷ خرداد ۱۴۰۰.
35. 1 2 3  [نتیجه انتخابات مجلس خبرگان رهبری در سه حوزه انتخابیه مشهد، قم و مازندران «https://moi.ir/انتخابات/اخبار/154112»] مقدار |نشانی= را بررسی کنید (کمک). ستاد انتخابات کشور. ۳۱ خرداد ۱۴۰۰. پیوند خارجی در |title= وجود دارد (کمک)